# Renault 15 CV

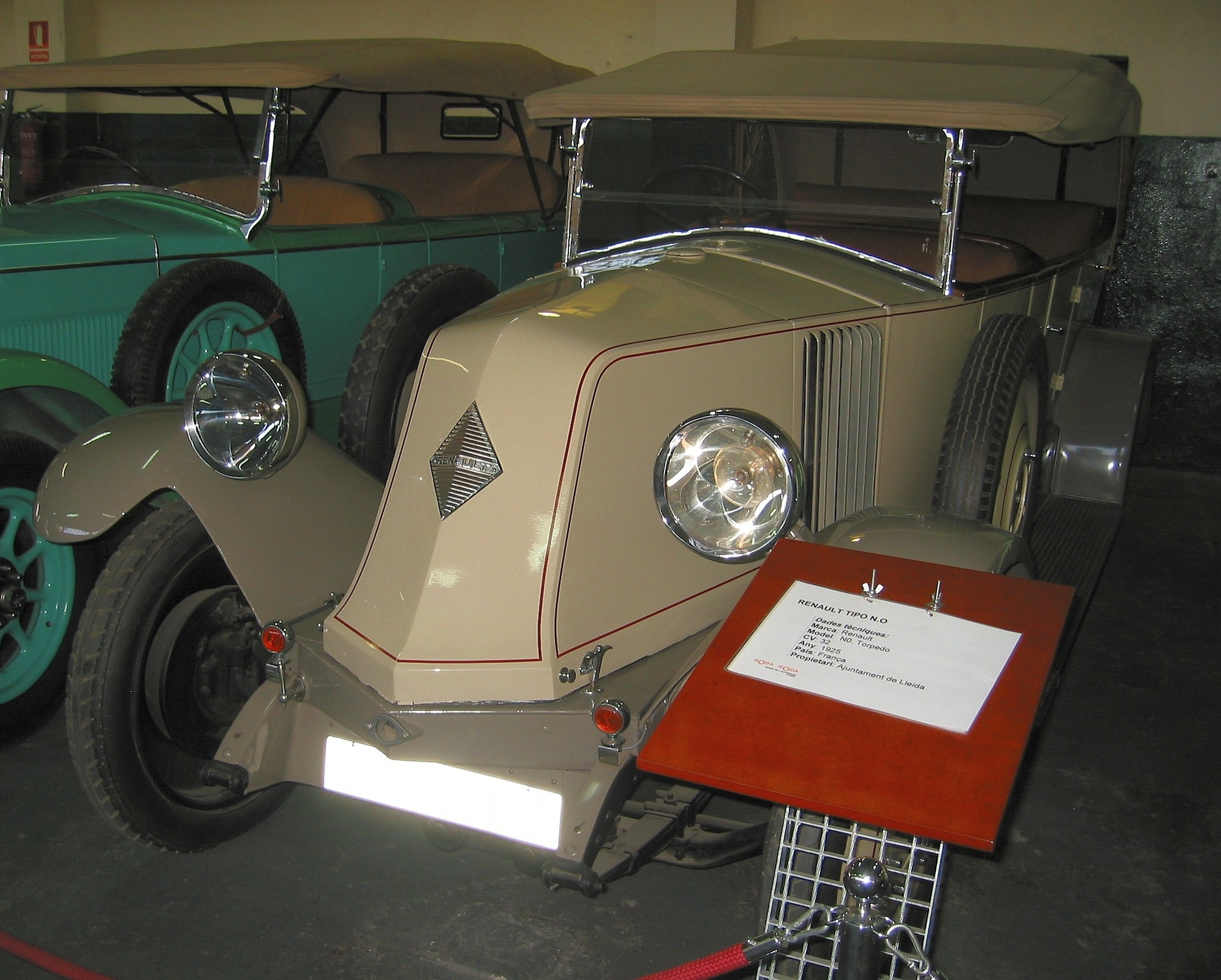
Renault Type NO

Der Renault 15 CV war eine Pkw-Modellreihe des französischen Automobilherstellers Renault aus der Zeit vor dem Zweiten Weltkrieg. Dabei stand das CV für die Steuer-PS. Zu dieser Modellreihe gehörten:
- Renault Type DZ (1913)
- Renault Type NE (1924–1926)
- Renault Type NO (1924–1926)
- Renault Type NS (1925–1926)
- Renault Type PG (1926–1927)
- Renault Type PK (1926–1927)
- Renault Type PL (1926–1927)
- Renault Type PM (1927–1928)
- Renault Type RA (1926–1928)